# Varín
Varín (en allemand : Warin in der Kleinen Fatra ; en hongrois : Várna) est une commune de la région de Žilina, en Slovaquie.

## Histoire
La première mention écrite du village date de 1235.

## Démographie

### Évolution de la population
| Année:               | 1994. | 2004.   | 2014.   | 2024.   |
| -------------------- | ----- | ------- | ------- | ------- |
| Nombre de personnes: | 3212  | 3474    | 3766    | 3870    |
| Différence:          |       | +8,15 % | +8,40 % | +2,76 % |

| Année:               | 2023. | 2024.   |
| -------------------- | ----- | ------- |
| Nombre de personnes: | 3886  | 3870    |
| Différence:          |       | -0,41 % |